# کانال کوانتومی
در نظریه اطلاعات کوانتومی ٬ یک کانال کوانتومی ٬ کانالی مخابراتی است که می‌تواند علاوه بر اطلاعات کلاسیک٬  اطلاعات کوانتومی را نیز ارسال کند. مثالی از اطلاعات کوانتومی ٬ حالت یک کیوبیت است. مثالی از اطلاعات کلاسیک٬ یک فایل متنی ارسال شده از طریق اینترنت است.

## مطالعه بیشتر
- M. Keyl and R.F. Werner, How to Correct Small Quantum Errors, Lecture Notes in Physics Volume 611, Springer, 2002.
- Mark M. Wilde, "From Classical to Quantum Shannon Theory", arXiv:1106.1445.